# 辛島昇
辛島 昇（からしま のぼる、1933年4月24日 - 2015年11月26日）は、日本の東洋史学者。専門は南アジア地域。東京大学名誉教授、大正大学名誉教授。

## 経歴
出生から修学期
1933年、東京で生まれた。神奈川県立湘南高等学校を卒業し、東京大学文学部に入学。東洋史学科で学び、1958年に卒業。東京大学大学院人文科学研究科に進み、1961年に修士課程を修了、1964年に博士課程を単位取得退学。
東洋史研究者として
同1964年、東京大学文学部助手に採用された。1967年、東京外国語大学アジア・アフリカ言語文化研究所講師となった。1971年、同助教授に昇格。1974年、東京大学文学部助教授に転じ、1981年に同教授昇格。1993年、学位論文『ヴィジャヤナガル王国支配下の南インド社会：新しい体制の成立へ』を東京大学に提出して 文学博士号を取得。1994年に東京大学を定年退官し、名誉教授となった。その後は大正大学文学部教授として教鞭をとった。1995年からは放送大学客員教授も兼任した。2008年、大正大学を退職し、名誉教授となった。
学界では、1985年にインド刻文学会会長。1989年に国際タミル学会会長に推挙された。2015年11月26日に死去。

## 受賞・栄典
- 1979年 ドラヴィダ言語学会最優秀図書賞[6]
- 1995年 第6回福岡アジア文化賞学術研究賞[1]
- 2003年 日本学士院賞[7]
- 2007年 文化功労者 （「History and Society in South India: The Cholas to Vijayanagar」）[8]
- 2013年 パドマ・シュリー勲章（インド国家勲章）[8][9]

## 研究内容・業績
専門は東洋史で、南アジア地域をフィールドとした。タミル語刻文研究で世界的に知られた。また「南アジア地域研究」の第一人者的人物であり、この領域の開拓・発展への貢献も大きい。南インド史や南アジア史の研究者として、アジアを代表する学者と位置づけられる。辛島によって、南インド史は書き換えられたとも評される。
- 南アジア中世史から現代インド社会まで、さらには日本で誤解されがちな「インドのカレー事情」・食文化について記した読み物を手掛けるなど、研究の幅も広い[要出典][11]。

## 家族・親族
- 父：辛島驍は中国文学者。
- 母方の祖父：塩谷温は漢文学者。
- 辛島貴子

## 著書
単著
- 『南アジア』(地域からの世界史 5)朝日新聞社 1992
- 『南アジアの歴史と文化』放送大学教育振興会 1996
  - 新編『インド史：南アジアの歴史と文化』角川ソフィア文庫 2021
- 『南アジアの文化を学ぶ』放送大学教育振興会 2000
  - 新編『インド文化入門』ちくま学芸文庫 2020
- 『カラー版 インド・カレー紀行』岩波ジュニア新書 2009

共著
- 『インドの顔』(生活の世界歴史 5) 奈良康明共著、河出書房新社 1975
  - 新版 1980年
  - 文庫化 河出文庫 1991
- 『インダス文明：インド文化の源流をなすもの』桑山正進・小西正捷・山崎元一共著、日本放送出版協会(NHKブックス) 1980
- 『カレーの身の上』辛島貴子共著、河出書房新社 1986
  - 改題文庫化『カレー学入門』河出文庫 1998

編著
- 『インド史における村落共同体の研究』東京大学出版会 1976
- 『インド入門』東京大学出版会 1977
- 『インド世界の歴史像』(民族の世界史 7) 山川出版社 1985
- 『インド』新潮社 1992
- 『辺境の世紀末：20世紀の意味を解きあかす「辺境」からの物語』平凡社 2000
- 『南アジア史』(世界各国史 7) 山川出版社 2004
- 『南インド』(世界歴史大系・南アジア史 3) 山川出版社 2007

共編著
- 『南アジアを知る事典』前田専学・江島恵教・応地利明・小西正捷共編、平凡社 1992
  - 増訂版 2002年
- 『東南アジア世界の歴史的位相』石井米雄・和田久徳共編、東京大学出版会 1992
- 『地域史とは何か』(地域の世界史 1) 濱下武志共編、山川出版社 1997
- 『地域のイメージ』(地域の世界史 2) 高山博共編、山川出版社 1997
- 『地域の成り立ち』(地域の世界史 3) 高山博共編、山川出版社 2000

訳書
- 『インドシナ文明史』ジョルジュ・セデス著、内田晶子・桜井由躬雄共訳、みすず書房 1969
  - 新版 1980年
- 『インド史』(全2巻) ロミラ・ターパル（英語版）著、小西正捷・山崎元一共訳、みすず書房 1970-1972